# Војно-поморска флота Руске Федерације
Војно-поморска флота Руске Федерације (рус. Военно-морской флот Российской Федерации) ратна морнарица Руске Федерације. Установљена је јануара 1992. Наследила је Морнарицу Заједнице независних држава, која је са своје стране наследила морнарицу Совјетског Савеза после распада истог децембра 1991.  
Регуларну ратну морнарицу је основао Петар I Велики октобра 1696. Њему се често приписује изјава: „Владар који има само копнену војску има једну руку, али онај који има морнарицу има обе руке”. Симболе Руске морнарице, заставу Светог Андреја, и већину њених обичаја установио је лично Петар I.
Руска морнарица располаже већином бивших совјетских поморских снага. Чине је Северна, Тихоокеанска, Црноморска и Балтичка флота, Каспијска флотила, Поморско ваздухопловство и обалне јединице које се са своје стране састоје од поморске пешадије и ракетних и артиљеријских јединица.
Руска морнарица је тешко пропатила распадом Совјетског Савеза због недовољног одржавања, недостатка финансирања и накнадних ефеката на обуку особља и благовремену замену опреме. Још један застој приписан је руској домаћој бродоградњи, која је била у паду због одсуства модерног хардвера и технологије.
У 2013. раст цена гаса и нафте омогућио је неку врсту ренесансе руске морнарице због повећаних расположивих средстава, што је можда омогућило Русији да почне да „развија капацитете за модернизацију“.  У августу 2014, министар одбране Сергеј Шојгу рекао је да ће руске поморске способности бити ојачане новим наоружањем и опремом у наредних шест година као одговор на проширење НАТО- а и почетак руско-украјинског рата . 

## Историја
Распад Совјетског Савеза 1991. довео је до озбиљног пада руске морнарице. Одбрамбени издаци су озбиљно смањени. Многи бродови су расходовани или положени као бродови за смештај у поморским базама, а програм изградње је у суштини заустављен. Нагомилавање Сергеја Горшкова током совјетског периода ставило је акценат на бродове изнад пратећих објеката, али Горшков је такође задржао бродове у служби након њиховог ефективног века трајања, тако да је смањење у сваком случају било неизбежно.  Ситуација је била погоршана непрактичним распоном типова пловила које је совјетски војно-индустријски комплекс, уз подршку руководства, наметнуо морнарици – узимајући у обзир модификације, совјетска морнарица је средином 1980-их имала скоро 250 различитих класа од брода. 
Авиони класе Кијев који су превозили крстарице и многи други бродови су превремено пензионисани, а непотпуни други носач авиона класе Адмирал Кузњецов Варјаг је на крају продала Народној Републици Кини од стране Украјине. Средства су издвајана само за довршавање бродова наручених пре распада СССР-а, као и за ремонт и поправке на бродовима флоте који су од тада повучени из употребе. Међутим, време изградње ових бродова имало је тенденцију да се продужи: 2003. године објављено је да је подморница класе Акула Нерпа била у изградњи петнаест година. 
Складиштење повучених нуклеарних подморница у лукама у близини Мурманска постало је значајан проблем, а Фондација Белона извештава о детаљима смањене спремности. Поморске базе за подршку ван Русије, као што је залив Кам Ран у Вијетнаму, постепено су затваране, са изузетком скромне базе техничке подршке у Тартусу у Сирији за подршку бродовима распоређеним у Медитерану. Поморска авијација је такође опала са своје висине као и совјетска морнаричка авијација, пала је са процењених 60.000 људи са око 1.100 борбених авиона 1992. године на 35.000 људи са око 270 борбених авиона 2006.  У 2002. години, од 584 посаде поморске авијације, само 156 је било спремно за борбу, а 77 за ноћно летење. Просечно годишње време летења било је 21,7 сати, у поређењу са 24 сата 1999. 
Обука и приправност су такође тешко страдали. 1995. године, само две ракетне подморнице истовремено су се одржавале на станици, из Северне и Пацифичке флоте.  Пад је кулминирао губитком подморнице Курск класе Оскар II током летње вежбе Северне флоте која је имала за циљ да подржи објављивање нове поморске доктрине.  Вежба је требало да кулминира слањем оперативне групе Адмирал Кузњецов на Медитеран.
Од фебруара 2008. године, руска морнарица је имала 44 нуклеарне подморнице са 24 оперативне; 19 дизел-електричних подморница, 16 оперативних; и 56 површинских бораца првог и другог ранга, 37 оперативних.  Упркос овом побољшању, несрећа у новембру 2008. на подморници класе Акула нападни чамац Нерпа током морских испитивања пре закупа Индији представљао је забринутост за будућност. 
Снага и квалитет руске морнарице почели су да се побољшавају током 2010-их. У 2012. години, као део амбициозног напора на обнови, председник Владимир Путин је најавио план за изградњу 51 модерног брода и 24 подморнице до 2020. године  Од 24 подморнице, 16 је требало да буде на нуклеарни погон.  Дана 10. јануара 2013. године, руска морнарица је коначно примила свој први нови ССБН класе Бореј на службу.  Други Бореј ( Александар Невски ) је био на поморским испитивањима и ушао је у службу 21. децембра 2013. 
Трећи чамац класе Бореј је поринут и почео је са пробним радом почетком 2013. године, а пуштен је у рад крајем 2014.  Од почетка 2022. године, пет чамаца класе Бореи је у употреби, заједно са три нуклеарне нападне подморнице Yasen-class . Више бродова ових класа се гради заједно са додатним конвенционалним нападним подморницама класе Lada и Импровед-Кило . Модернизује се и површинска флота, првенствено увођењем најмање шест нових класа корвета/обморских патролних бродова, нове класе фрегата ( класа Адмирал Горшков ), као и нових класа амфибијских бродова и помоћних бродова. У 2019. укупна тонажа руске морнарице износила је 1.216.547 тона. 

### Руска инвазија и губици
2022. године руска морнарица је учествовала у руској инвазији на Украјину, почевши од напада на Змијско острво на почетку рата, на чему су украјински браниоци рекли Руска крстарица Москва, водећи брод Црног мора; „ Руски ратни брод, иди јеби се “, пре него што су га руске снаге заробиле. Москва је потонула 14. априла 2022. након што је избио пожар и приморао посаду да се евакуише. Украјинска војска је известила да су гађали брод противбродским пројектилима Нептун, али руска војска то није потврдила. Брод се потом преврнуо и потонуо док је руска морнарица покушавала да га одвуче у луку. Потапање Москве је најзначајнији руски поморски губитак у акцији од Другог светског рата.  У децембру 2023. године уништен је и руски десантни брод Новочеркаск након што је погођен украјинским крстарећим пројектилима. 
Дана 31. јануара 2024. украјинске поморске беспилотне летелице погодиле су руску корвету класе Тарантул Ивановетс у Црном мору, узрокујући да је брод потонуо.   Две недеље касније, 14. фебруара, исти тип украјинских морских дронова ударио је и потопио руски десантни брод Цезар Куников .   Дана 5. марта, патролни чамац Сергеј Котов такође је изгубљен од морских дронова. 

## Састав
Од 2012. године седиште Ратне морнарице Русије (Главни штаб Ратне морнарице Русије) поново се налази у Адмиралитету у Санкт Петербургу . Руска морнаричка снага је мешавина регрута који служе једногодишњи рок и добровољаца (официри и рејтинг). 2006. ИИСС је проценио да је у руској морнарици било 142.000 људи. Овај број особља укључује морнаричку пешадију (маринце) и обалске ракетне и артиљеријске трупе. Од 2008. године регрутација је смањена на годину дана и у току је велико смањење и реорганизација. Године 2008. објављени су планови да се седиште пресели у зграду Адмиралитета у Санкт Петербургу, историјску локацију седишта царске руске морнарице. Штаб морнарице се коначно преселио тамо у новембру 2012.
Ратна морнарица Русије је организована у четири борбене службе - Површинске снаге, Подморничке снаге, Морнаричка авијација и Обалне трупе.  Поред тога, морнарица такође укључује јединице за подршку на плутању и на обали. Не укључује специјалне снаге. Бригаде Морнаричке специјалности су део Главне обавештајне управе придружене одговарајућим флотама, а противдиверзионе снаге и средства ( ПДСС ) (које су јединице које штите морнарицу од упада непријатељских специјалних снага) припадају обалским снагама.
Током Хладног рата, совјетске оружане снаге су правиле разлику између различитих поморских команди. Главне флоте биле су Северна и Пацифичка флота . Они су били задужени за самосталне операције на отвореном мору и из тог разлога су укључивали стратешке надводне, подморничке и ваздушне снаге, укључујући и поморско нуклеарно одвраћање земље. Због ограничене географије Балтичког и Црног мора, одговарајућа Балтичка и Црноморска флота су добиле више ограничену улогу у подршци суседним копненим формацијама (Главна команда трупа западног правца у Легници ( Пољска ) и Главна Команда трупа југозападног правца у Кишињеву ).
Ове две флоте су биле наоружане системима наоружања мањег домета од главних флота (дизел-електричне подморнице, ловци-бомбардери Сухој Су-24 и већа количина фрегата и корвета ). Због затворености Каспијског мора (и даље повезаног са Балтичким и Црним морем преко реке Волге и система река и канала и пловног за бродове величине корвете) њена Каспијска флотила је имала још ограниченију улогу од флота и играо одбрамбену улогу подржавајући главну команду трупа јужног правца у Бакуу .
Завршетком Хладног рата уследило је значајно смањење снага. Пре руске војне реформе 2008. године, четири флоте су биле рангиране као једнаке по статусу са шест војних округа. Ступањем на снагу реформских мера број војних округа је смањен и постале су нове Заједничке стратешке команде и њима су потчињене четири флоте и једна флотила са статусом једнаким Копненој војсци и војсци Ваздухопловства. Због повећаног интереса Русије за арктички регион и значаја руске западне/северозападне поморске одбране, Северна флота, првобитно део Заједничке стратешке команде Запад (Западни војни округ), 12. децембра 2014. постала је основа за новоформирану пету северну Заједничка стратешка команда флоте .

### Подморничке и поморске снаге
Подморнице и поморске снаге чине кичму морнарице. Подморнице чине део наменских ескадрила и флотила подморница или део ескадрила и флотила мешовитог састава заједно са главним површинским борцима. Руска морнарица задржава ригидну структуру, чији би нивои командовања, према војним прописима, могли бити директно изједначени са одговарајућим копненим и ваздушним снагама.

### Обалске трупе
Обалне трупе укључују морнаричку пешадију и обалске ракетне и артиљеријске трупе.
Руска поморска пешадија је амфибијска снага руске морнарице и може пратити своје порекло од 1705. године, када је Петар Велики издао декрет за пешадијски пук „поморске опреме“. Од свог формирања, учествовала је у Наполеоновим ратовима, Кримском рату, Руско-јапанском рату, Првом и Другом светском рату и чеченским и грузијским сукобима. Под вођством адмирала Горшкова током Хладног рата, совјетска морнарица је проширила домет поморске пешадије и распоређивала је широм света у бројним приликама, али од распада Совјетског Савеза њена улога је знатно смањена.
Совјетска поморска пешадија и њихови руски наследници имају репутацију елитних ударних трупа. Због својих црних униформи и жестоког наступа у борбама у регионима Црног мора и Балтичког мора током Другог светског рата добили су надимак „Црна смрт“ ( нем . дер сцхварзе Тод ). Руска поморска пешадија је механизована снага, организована у бригаде, самосталне пукове и самосталне батаљоне. 55. морнаричка пешадијска дивизија Пацифичке флоте је расформирана 2009. године и замењена са две одвојене бригаде. Свака бригада има тенковски батаљон, самоходни артиљеријски дивизион, самоходни батаљон ПВО, батаљоне механизоване пешадије, друге јединице за подршку и један десантно-штурмовој батаљон морске пешадије ( десантно-штурмовој батаљон морске пехоти као ваздушни ), падобран и квалификовани, са мисијом да предводе десантне амфибије.
Трупе обалске одбране руске морнарице су конвенционалне механизоване бригаде са главним задатком да спрече десант непријатеља. Пример трупа за обалску одбрану су трупе Балтичке флоте. Након што су Естонија, Летонија и Литванија прогласиле независност на крају Совјетског Савеза , Балтички војни округ се практично распао. Масивне формације копнених снага које су остале без излаза на море у Калињинградској области пребачене су из копнених снага у поморску команду и контролу. Интеграција поморске пешадије и трупа обалске одбране је релативно нова тенденција из 2010-их како би се поједноставила структура поморске команде и нове арктичке пешадијске бригаде у формацији под Заједничком стратешком командом Северне флоте спадају у тај процес.
Трупе обалске артиљерије такође играју веома важну улогу за морнарицу. Географија Баренцовог мора, Балтичког мора, Црног мора и Охотског мора, као и Каспијског мора, чини постављање приобалних, противбродских система у улози негирања подручја веома ефикасним. Они користе суперсонични АСЦМ К-300П Бастион-П, крстарећи подзвучни АСЦМ 3М-54 Калибр и обалску покретну артиљерију А-222Е Берег-Е 130 мм, као и самоходне ракетне системе земља-ваздух .
Поморску пешадију и обалске трупе предводи заменик команданта поморске пешадије/командант Морнаричке пешадије руске морнарице, генерал-потпуковник (НИ) Александар Колпаценко. Њихов мото је: "Где смо ми, ту је победа!"

### Поморска авијација
Прве јединице поморске авијације у Русији формиране су од 1912. до 1914. године у саставу Балтичке и Црноморске флоте . Од свог формирања, учествовао је у Руском грађанском рату, Другом светском рату и у многим другим сукобима широм Европе, Блиског истока и Азије ( изјава захтева навођење извора ). Током Хладног рата, поморска авијација је водила политику распоређивања великог броја бомбардера у поморским ударним улогама како би се супротставила екстензивној флоти носача авиона америчке морнарице, до 1989. године управљала је са преко 1.000 авиона са фиксним крилима од којих су већину чинили бомбардери као нпр. Ту-22М „Бацкфире” и Ту-16 „Беџер”
Од распада Совјетског Савеза, међутим, значајно је смањен у величини. Ту-22М су пребачени у Ваздушно-космичке снаге и од тада се борбена снага Поморске авијације гради око Сухој Су-33, Микојан МиГ-29К, а Сухој Су-30 и Сухој Су-34 замењују застареле Сухој Су- 34. 24с .
Од 2007. године, руска морнаричка авијација се састоји од следећих компоненти: 
- Поморска ракетна авијација
- АСВ авијација на копну
- Ударна ( Штурмовик ) авијација
- Борбена авијација на обали
- Извиђачка авијација
- Бродско ваздухопловство (ловци и противлобни авиони)
- Помоћне ваздушне јединице